# انجمن گویندگان و سرپرستان گفتار فیلم
انجمن گویندگان و سرپرستان گفتار فیلم یا انجمن دوبلاژ ایران یکی از صنوف خانه سینما است.
این انجمن که در سال ۱۳۴۲ تأسیس شد متعلق به گویندگان و دوبلورهای ایران است و در حال حاضر دارای ۲۵۵ عضو رسمی می‌باشد که از این میان ۲۰۰ نفر عضو پیوسته و ۵۰ نفر عضو وابسته و ۵ نفر عضو افتخاری هستند.

## تاریخچه
در سال ۱۳۴۱ طی یک فراخوان رسمی نشستی با حضور افراد باسابقه در کار دوبله در تئاتر پارس صورت گرفت. یکسال بعد سندیکای گویندگان و سرپرستان گفتار فیلم اعلام وجود کرد واقدام به عضوگیری رسمی از شاغلین دوبلاژ و جلوگیری از کار افراد غیرعضو نمود. سرانجام در سال ۱۳۴۴ اساسنامه سندیکا تصویب شد و به این ترتیب نخستین تشکل تاریخ سینمای ایران به‌طور رسمی شروع بکار نمود.
در سال ۱۳۵۶ در پی دستور رسمی دولت وقت که فعالیت سندیکاها را در کشور غیرقانونی شناخته بود «سندیکای گویندگان و سرپرستان گفتار فیلم» تبدیل به یک انجمن گشت.